# Чоу, Чайна
Ча́йна Чо́у (англ. China Chow; 15 апреля 1974, Лондон, Англия, Великобритания) — британская актриса

 и фотомодель.

## Биография
Родилась 15 апреля 1974 года в Лондоне (Англия, Великобритания) в семье ресторатора Майкла Чоу (род. 1939) и фотомодели и дизайнера Тины Чоу (1950—1992, умерла от осложнений СПИДа), которые были женаты в 1972—1990 годы. Имеет китайские, японские, немецкие и американские корни. У Чайны есть младший брат — Максимиллиан Чоу (род. 1977), а также единокровная сестра Азия Чоу (род. 1994). Чоу окончила Scripps College, получив степень по психологии, и стала первым членом своей семьи, окончившим колледж.
C 2018 года в отношениях с музыкантом Билли Айдолом.

## Карьера
Что касается модельного бизнеса, Чоу была обнаружена Роджером Мьюзинденом. Чоу провела несколько лет по стопам матери, работая моделью косметики «Shiseido», а также для Tommy Hilfiger и Calvin Klein. В 1996 году её назвали одной из «Девочек» журнала «Harper's Bazaar», а в декабре 1996 года снялась для журнала «Vogue» «The Next Best-Dressed List».
В 2000 году она позировала для журнала «Maxim» и была представлена в их галерее «Девушки Максим». Она была оценена № 22 и № 54 на этим журналом в 2000 и 2001 годах, соответственно.
Дебютировала в кино в 1998, сыграв одну из главных ролей, наряду с Марком Уолбергом, в фильме «Большое дело». В 2004 году снялась в фильме «Франкенфиш». В 2007 году Чоу появилась в первом сезоне телесериала «Чёрная метка» на USA Network. Она была ведущей и судьей на реалити-шоу «Work of Art: The Next Great Artist», премьера которого состоялась 9 июня 2010 года.
Озвучила Кэти Жан в компьютерном игре «Grand Theft Auto: San Andreas».

## Избранная фильмография
| Год  |    | Русское название              | Оригинальное название         | Роль          |
| ---- | -- | ----------------------------- | ----------------------------- | ------------- |
| 1998 | ф  | Большое дело                  | The Big Hit                   | Кейко Ниси    |
| 2001 | с  | Шоу 70-х                      | That '70s Show                | Чайна         |
| 2002 | ф  | Высший пилотаж                | Spun                          | Эскорт        |
| 2003 | ф  | Любовь всё меняет             | Sol Goode                     | Эмбер Стивенс |
| 2004 | ки | Grand Theft Auto: San Andreas | Grand Theft Auto: San Andreas | Кэти Жан      |
| 2007 | с  | Чёрная метка                  | Burn Notice                   | Люси Чен      |